# 聖体大会
聖体大会（せいたいたいかい、英: Eucharistic Congress）は、カトリック教会が4年ごとに開催する大会。おもにイエス・キリストの聖体を研究する。

## 歴史
第1回大会は1887年にフランスのリールで開催。1893年の大会は初めて欧州外のイスラエル・エルサレムで開催された。次回2028年はオーストラリアのシドニーで開催予定である。